# Colmenar de Montemayor
Colmenar de Montemayor è un comune spagnolo di 257 abitanti situato nella comunità autonoma di Castiglia e León.